# Isola Useful
L’Isola Useful (in inglese: Useful Island) è un'isola a 3,2 km a ovest dell'isola Rongé, con una serie di rocce in mezzo, situata nello stretto di Gerlache al largo della costa occidentale della Terra di Graham. Fu scoperta dai partecipanti alla spedizione belga in Antartide del 1897-1899, sotto la guida dell'esploratore polare belga Adrien de Gerlache. Il nome appare già su una serie di carte redatte in seguito alle esplorazioni britanniche note come Discovery Investigations, che nel 1927 condussero ricerche in quest'area. Probabilmente il nome riflette l'importanza dell'isola per i balenieri dell'epoca.

## Geografia
L'isola è rocciosa, composta da granito mesozoico.

## Fauna
I pinguini Papua (Pygoscelis papua) e i pigoscelidi antartici (Pygoscelis antarcticus) hanno colonie sulla parte più elevata dell'isola.